# ۱۸ ژوئیه
۱۸ ژوئیه صد و نود و نهمین روز سال در گاه‌شماری میلادی (در سال‌های کبیسه ۲۰۰مین) است. ۱۶۶ روز تا پایان سال باقی‌است.

## رویدادها
- ۱۲۹۰ - ادوارد یکم، پادشاه انگلستان فرمان اخراج یهودیان از انگلستان را صادر کرد.
- ۱۹۲۵ - آدولف هیتلر نبرد من را منتشر کرد.
- ۱۹۶۸ - شرکت رایانه ای اینتل تأسیس شد.
- ۱۹۷۲ - انور سادات، رئیس‌جمهور مصر ۲۰ هزار مستشار نظامی شوروی را اخراج کرد.
- ۱۹۸۸ - ایران قطعنامه ۵۹۸ شورای امنیت را پذیرفت.
- ۱۹۹۴ - با تصرف شهر گیسنیی در شمال غربی رواندا توسط قوای جبهه وطن‌پرست رواندا نسل‌کشی رواندا رسماً به پایان رسید.
- ۲۰۱۲ - در اثر انفجار انتحاری در اتوبوس حامل گردشگران اسرائیلی در فرودگاه شهر بورگاس در بلغارستان ۷ تن شامل کشته شدند.

## زادروزها
- ۱۹۱۸ - نلسون ماندلا، مبارز ضد نژادپرستی و نخستین رئیس‌جمهور آفریقای جنوبی پس از رژیم آپارتاید
- ۱۹۸۲ - پریانکا چوپرا، بازیگر و مانکن هندی

## درگذشت‌ها
- ۱۸۱۷ - جین آستن، نویسنده انگلیسی
- ۱۹۱۹ - ریموند دو لاروش، خلبان فرانسوی و نخستین زن دریافت‌کننده گواهینامه خلبانی در جهان
- ۱۹۶۱ - عبدالله الرویشد، خواننده و آهنگساز کویتی.[۱]

## مناسبت‌ها
- روز جهانی نلسون ماندلا
- روز قانون اساسی در کشور اروگوئه